# Аржаков, Сергей Николаевич
Сергей Николаевич Аржаков — мастер спорта России по Кудо, черный пояс, 5 дан по Кудо, многократный победитель и призёр международных турниров по Дайдо Джуку Кудо, пятикратный чемпион России по Дайдо Джуку Кудо, основатель и президент московского клуба Кудо «Профессионал». Тренер высшей категории. Как тренер воспитал более 20 спортсменов, завоевавших титул чемпиона России и победителей международных турниров, при этом трое из учеников Аржакова — Иван Решетников, Алексей Харитонов и Сергей Минаков — заняли, соответственно, первое и вторые места на чемпионатах мира по кудо в 2005, 2009 и 2018 г. С 1994 года является членом сборной команды России по Дайдо Джуку Кудо.
В. И. Зорин, вице-президент Федерации кудо России, так ответил на вопрос о том, кого он считает самым талантливым кудоистом России:

На моем веку таких человек было пять. Сначала был век Филиппова, Григорьева и Аржакова, потом наступила эпоха Коляна и Быковой.

## Спортивные достижения на международной арене
1995 г. — 3-е место на втором Международном Турнире по дайдо-джуку каратэ-до.
1995 г. — специальный приз за лучшую технику и специальный приз за самый быстрый нокаут на Всеяпонском турнире по дайдо-джуку каратэ-до.
1996 г. — 2-е место в абсолютной категории на Третьем Международном турнире по дайдо-джуку каратэ-до.
1997 г. — 2-е место на Четвёртом Международном турнире по дайдо-джуку каратэ-до.
Первый обладатель Кубка абсолютного чемпиона турнира.
1998 г. — 1-е место в супертяжелой категории на пятом Международном турнире по дайдо-джуку каратэ-до. Двукратный обладатель Кубка абсолютного чемпиона турнира.
1999 г. — 1-е место в супертяжелой категории на шестом Международном турнире по дайдо-джуку каратэ-до. Трехкратный обладатель Кубка абсолютного чемпиона.
2000 г. — 1-е место в супертяжелой категории на седьмом Международном турнире по дайдо-джуку каратэ-до. Четырёхкратный обладатель Кубка абсолютного чемпиона.
2002 г. — 1-е место в супертяжелой категории на девятом Международном турнире по КУДО. Пятикратный обладатель Кубка абсолютного чемпиона.
2004 г. — 1-е место на одиннадцатом Международном турнире по КУДО.
2005 г. — Награждён руководством Федерации кудо России памятным призом «За вклад в развитие КУДО в России и за воспитание чемпиона мира».

## Участие в чемпионате Японии по дайдо-джуку карате-до (Хокутоки) в 1995 г
Осенью 1995 г. Сергей Аржаков, которому тогда исполнилось 18 лет, в составе сборной России по дайдо-джуку карате-до отправился на Хокутоки «без категорий» — чемпионат Японии по дайдо-джуку, на котором бои проводились без разделения спортсменов по категориям. Тренеры сборной серьёзно готовили своего подопечного к состязанию, и результат был налицо. В первом же поединке Аржаков молниеносно нокаутировал соперника, которому пришлось оказывать медицинскую помощь. Во втором поединке Сергей получил оценку «вазари» (половина победы), сумев нейтрализовать оппонента бэкфистом. Итогом участия Аржакова в Хокутоки-95 стало попадание в пятерку лучших спортсменов турнира и получение двух спецпризов.

## Достижения известных учеников и воспитанников
- Иван Решетников — золотой призёр II чемпионата мира по кудо (категория 260 ед.), лучший боец турнира по оценке Адзумы Такаси.
- Алексей Харитонов — бронзовый призёр II Чемпионата Европы по кудо (2008 г.), серебряный призёр и капитан сборной России на III Чемпионате мира по кудо (2009 г.), серебряный призёр I Кубка мира по кудо (2011 г.), многократный победитель чемпионатов страны и прочих турниров самого высокого уровня.
- Сергей Минаков — серебряный призёр чемпионата мира по кудо (2018[2])
- Вадим Панюшев — четырёхкратный чемпион России по кудо, чемпион Москвы по кудо (2007 г.).
- Рустам Костюк — чемпион России по кудо (2008[3]), серебряный призёр чемпионата России по кудо (2009).
- Никита Валяев — обладатель Кубка России по кудо (2016[4]), серебряный призёр I Кубка Азии по кудо (2014[5]), бронзовый призёр чемпионата России по кудо (2016[6]), чемпион Москвы по кудо (2013[7]), серебряный призёр чемпионата Москвы по кудо (2012[8], 2015[9]).
- Асиф Джабиев — бронзовый призёр чемпионата России по кудо (2012), чемпион Москвы по кудо (2016[10]), серебряный призёр чемпионата Москвы по кудо (2011[11]).
- Эдуард Харин — двукратный чемпион Москвы по кудо (2011[11], 2012[8])
- Кенан Мамедли — двукратный чемпион Москвы по кудо (2013[7], 2015[9])
- Феликс Гусалов — чемпион Москвы по кудо (2013[7])
- Станислав Пан — чемпион Москвы по кудо (2011[11]), серебряный призёр чемпионата Москвы по кудо (2012[8])
- Владимир Степаненко — чемпион Москвы по кудо (2016[10])